# Damalis doryphorus
Damalis doryphorus là một loài ruồi trong họ Asilidae. Damalis doryphorus được Londt miêu tả năm 1989. Loài này phân bố ở vùng nhiệt đới châu Phi.